# Șuie Paparude
Șuie Paparude este o formație românească de muzică electronică. Formația a cântat în deschiderea unor concerte cu trupe apreciate internațional, cum ar fi Depeche Mode.. În 1995, Mihai Câmpineanu și Mihai Dobre lansează primul album, intitulat "Șuie Paparude", incluzându-l și pe DJ Vasile. În 1997, DJ Vasile părăsește trupa pentru a urma o carieră solo înainte ca cei 2 să lanseze al doilea album al trupei intitulat "Salvează-te", incluzând melodia "Iarba Verde De Acasă", filmată lângă Bran în 1998. În 1998 apare maxi-singleul "Musca". În 2009, Cezar Stănciulescu (Junkyard) părăsește trupa (pentru a urmari proiecte personale, vezi ROA ) și este înlocuit cu  MC Bean (Marius Andrei Alexe). În 2021, MC Bean părăsește Șuie, iar Cezar Stănciulescu revine în primăvara lui 2022 .

## Discografie
- 8 decembrie 1995 – Șuie Paparude (Casetă)
- noiembrie 1997 – Salvează-te (CD, Casetă)
- decembrie 1998 – Musca EP (CD, Casetă)
- aprilie 2000 – Urban (CD, Casetă, distribuție digitală)
- aprilie 2003 – Atac la persoane (CD, Casetă, distribuție digitală)
- 2003 – Atac la persoane - Single Remixes (CD, distribuție digitală)
- 17 decembrie 2004 – Scandalos (CD, Casetă, distribuție digitală)
- 31 ianuarie 2008 – A fost odată... (CD, distribuție digitală)
- 23 septembrie 2010 – E suflet în aparat (CD, distribuție digitală)
- 30 decembrie 2018 – Șuie Paparude (2018) (USB, distribuție digitală)

Videoclipuri
- 1998 - Iarba Verde De Acasă

- 1999 - Ajutor

- 1999 - Mutația

- 2000 - Învățături

- 2003 - Hard Dub

- 2003 - Atac La Persoane

- 2004 - Scandal

- 2005 - Pentru Inimi

- 2006 - Armada Verbală

- 2007 - A Fost Odată

- 2008 - Cu Zambetul Pe Buze

- 2008 - Războinicul Luminii

- 2009 - Cea Mai Bună Zi

- 2010 - Soundcheck

- 2011 - Moartea Boxelor

- 2012 - Nu Te Mai Saturi De Noi

- 2014 - Secretul Caracatiței

- 2015 - Nu Te Mai Saturi De Noi (Live în Concerte)

- 2017 - Omul De Gheață

- 2018 - Mergem mai departe
- 2019- Mergem mai departe (LIVE Session)
- 2019 - Îmi vine să cânt
- 2025 - Mă teleportez